# محمد عيسى حسن
محمد عيسى حسن عبد الله (مواليد 20 نوفمبر 1986 في البحرين) هو لاعب كرة قدم بحريني يجيد اللعب في مركز قلب الدفاع. يلعب حاليا لصالح الحد الذي ينافس في الدوري البحريني الممتاز منذ 2020.